# Mensaje interrumpido
Mensaje interrumpido es una película documental mexicana de 2020. Presentada por Artículo 19, bajo la producción de Isla, escrita por Raúl Cuesta y bajo la dirección de Jaime Fraire Quiroz. Cuentan la historia de 4 periodistas de México y el peligro que representa ejercer la profesión de periodista en México.

## Contexto
La asociación de Artículo 19 realizó una investigación dónde encontró 609 casos de violencia a periodistas en México, 10 de estos habían sido asesinatos y el 99% habían resultado impunes. México durante el año 2020 fue el primer país con más asesinatos de periodistas en el mundo. Bajo este contexto, la película documental que cuenta la historia de cuatro periodistas en México que investigan casos de corrupción en el gobierno y narcotráfico. El documental no solamente muestra el lado del ejercicio de la profesión del periodista sino también la interacción con sus familias y repercusiones que llegan a tener.

## Periodistas
- Jesús González: Fotoperiodista del diario "El Mañana" en Reynosa Tamaulipas.
- Ernesto Aroche: codirector de Lado B en Puebla.
- Mayra Cisneros: ex reportera y locutora de radio en la estación “La poderosa 94.7”, en Frontera, Coahuila.
- Flor Hernández: ex periodista en Newsweek Oaxaca.